# 我哋真係好撚鍾意香港
我哋真係好撚鍾意香港，是一句於2020年7月1日誕生的反修例運動口號，而口號中的「撚」字是粵語粗口，指男性生殖器，於此口號中作粗俗助語詞用。以官話表達，則相當於「我們真他媽好喜歡香港」。

## 誕生

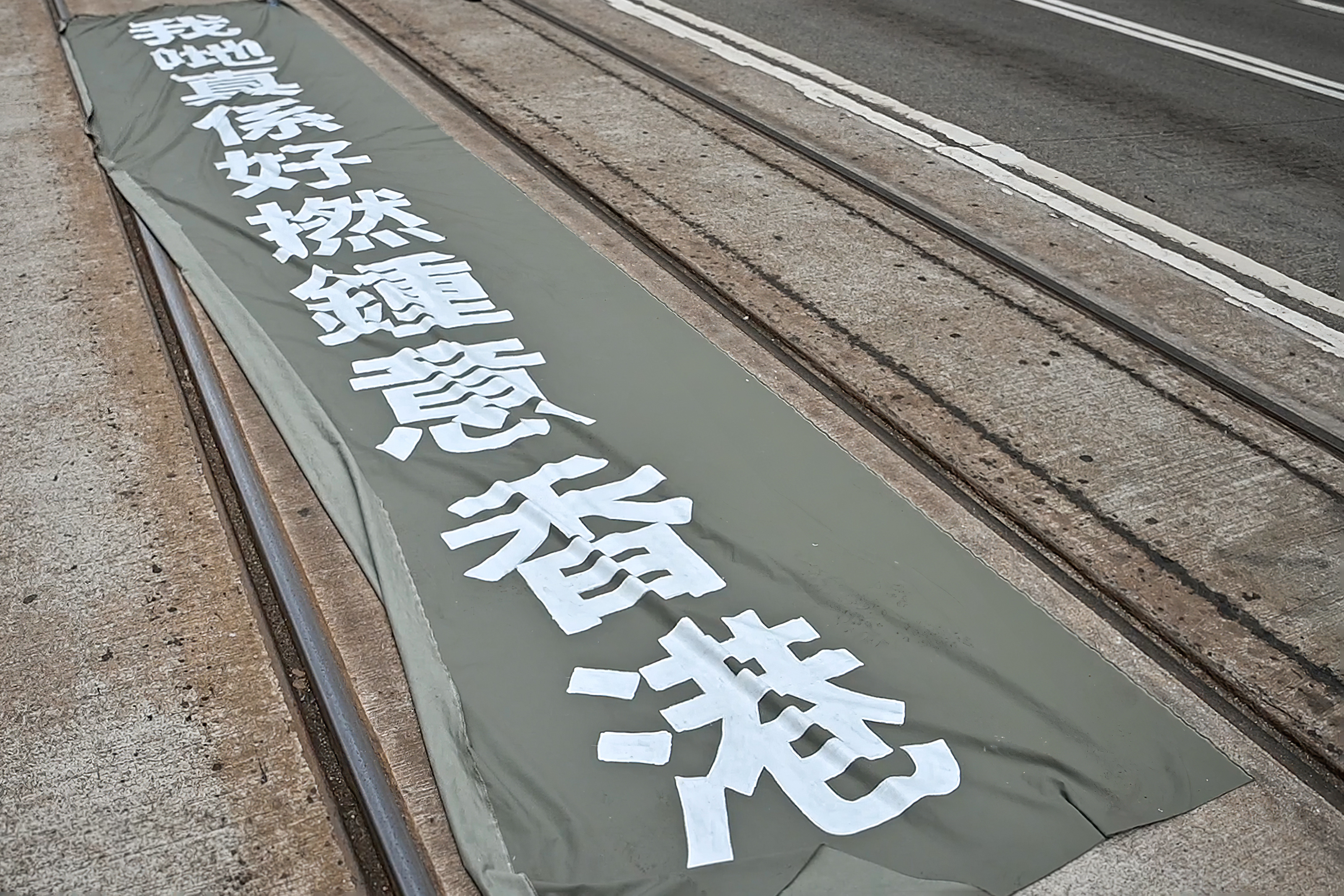
2020年七一遊行中的「我哋真係好撚鍾意香港」直幡

這句口號源於2020年7月1日港區國安法正式生效後當天的七一遊行於灣仔北海中心外的電車路上攤開的一張大型直幡，寫著「我哋真係好撚鍾意香港」。同時這句口號亦是首次於香港街頭亮相。

## 意思
「我哋真係好撚鍾意香港」，字面上的意思是「我們真的超級喜歡香港」，當中「撚」是粵語粗口，蘊含着「超級」、「極致」之意，表達了香港人的豪氣；亦蘊含着自嘲的意味，表達了即管香港「樓價高、地價貴、工作慘」，也要堅持留在香港這個地方；更蘊含着香港人的強橫和驕傲，表達對拯救這個地方的渴望和對未來未知的恐懼，不會就港區國安法被恐懼支配，也不會讓香港淪為另一個上海、北京。

## 結果
此橫額的照片於網上瘋傳。一時之間，示威者和不少港人亦爭相指出那就是他們的心聲。